# Due ragazzi nel sole '77
Due ragazzi nel sole è un album del gruppo musicale Collage.

## Tracce
1. Due ragazzi nel sole – 3:31 (testo: Antonello De Sanctis – musica: Gabriella Padovan)
2. A piedi nudi – 2:46 (testo: Antonello De Sanctis – musica: Gabriella Padovan, Vittorio Tariciotti)
3. Saprei darti un'anima – 3:31 (testo: Antonello De Sanctis – musica: Gabriella Padovan)
4. La notte era alta – 3:18 (testo: Antonello De Sanctis – musica: Gabriella Padovan)
5. Se fossi mia – 3:13 (testo: Antonello De Sanctis – musica: Gabriella Padovan, Sandro Di Nardo)
6. Ma che faccia da schiaffi – 2:34 (testo: Antonello De Sanctis – musica: Gabriella Padovan, Vittorio Tariciotti)
7. Tu mi rubi l'anima – 4:05 (testo: Antonello De Sanctis – musica: Gabriella Padovan)
8. Io non ti venderei – 3:56 (testo: Antonello De Sanctis – musica: Gabriella Padovan)
9. Lei non sapeva far l'amore – 3:54 (testo: Antonello De Sanctis – musica: Gabriella Padovan)
10. E te ne vai – 3:37 (testo: Antonello De Sanctis – musica: Gabriella Padovan)
11. Cento guerrieri – 3:21 (testo: Antonello De Sanctis – musica: Gabriella Padovan)